# Enke (typografi)
 For alternative betydninger, se Enke (flertydig). (Se også artikler, som begynder med Enke)
En enke er – i typografisk betydning – betegnelsen for et ord på mindre end 6 bogstaver som eneste ord i nederste linje i et afsnit.
På engelsk findes betegnelsen widow, som har en anden betydning – se horeunge.